# Mańkowo (rejon charowski)
Mańkowo (ros. Маньково) – wieś w Rosji, w rejonie charowskim obwodu wołogodzkiego. W 2010 r. liczyła 2 mieszkańców.